# Пилоти (филм)
„Пилоти“ е съветски игрален филм от 1935 г. на режисьора Юлий Райзман.
Друго име на филма е „Вдъхновени хора“.

## Сюжет
Филмът разказва как безразсъдният пилот Сергей Беляев и влюбената в него кадетка от летателното училище Галя Бистрова стават опитни пилоти под ръководството на началника Рогачев. Вслушвайки се в мъдрия съвет на Рогачев, те успешно завършват обучението си и са разпределени в различни части на СССР: в Памир и Сахалин. С развитието на историята се оказва, че Рогачев е тежко болен и разбира, че никога повече няма да може да управлява самолет. Но той побеждава болестта и забраната за летене и именно той, а не красивият Беляев, предпочита младата Галя Бистрова.

## Създатели
- Сценарист: Александър Мачерет
- Режисьор: Юли Райзман
- Сърежисьор: Г. Левкоев
- Оператор: Леонид Косматов
- Художник: Г. Гривцов
- Композитор: Крюков, Николай Николаевич
- Звукоинженер: В. Богданкевич
- Звуков инженер: В. Ладигина

## Актьорски състав
- Иван Ковал-Самборски като Сергей Беляев, командир на ескадрила
- Евгения Мелникова в ролята на Галя Быстрова, ученичка в летателно училище
- Александър Чистяков – Иван Матвеевич Хрушчов, старши механик
- Борис Шчукин – Рогачов, началник на авиационното училище
- Владимир Лепко – фризьор
- Зоя Фьодорова – медицинска сестра
- Инна Фьодорова – пилот
- Николай Хряшчиков – епизод

## Заснемане
Снимките се провеждат през 1935 г. в покрайнините на Воронеж – на територията на летището (сега улица „Холзунов“ в Северния жилищен комплекс).